# Идлинг, Петер Фрёберг
Петер Фрёберг Идлинг (швед. Peter Fröberg Idling; род. 1972) — шведский писатель, литературный критик, редактор, журналист. Бывший юрист. Работал в гуманитарной миссии в Камбодже. Последние годы занимается в основном литературной деятельностью. Автор бестселлера «Улыбка Пол Пота», описывающий визит шведской делегации в Камбоджу (Демократическую Кампучию) в 1978 году.
Ознакомившись с восторженным отчетом «Ассоциации шведско-кампучийской дружбы», делегация которой в 1978 году посетила Камбоджу (Демократическую Кампучию), Идлинг решил провести собственное расследование. Его первая книга — «Улыбка Пол Пота», — вызвала широкий общественный резонанс как в самой Швеции, так и за рубежом. Книга была номинирована на престижную премию Рышарда Капущинского и переведена на восемь языков (в том числе и русский).
В 2012 году была опубликована вторая книга Идлинга — «Песня, зовущая бурю» (Song for an Approaching Storm). Этот роман, также посвященный Камбодже, вошел в шорт-лист премии Августа Стриндберга.

## Награды и премии
- Дублинская литературная премия (2015)